# Долішня Кремена
Долішня Креме́на (болг. Долна Кремена) — село у Врачанській області Болгарії. Входить до складу общини Мездра.

## Населення
За даними перепису населення 2011 року у селі проживали 562 особи.
Національний склад населення села:
| Національність   | Кількість осіб | Відсоток |
| ---------------- | -------------- | -------- |
| болгари          | 458            | 84,0%    |
| цигани           | 67             | 12,3%    |
| турки            | 9              | 1,7%     |
| інша             | 5              | 0,9%     |
| не визначились   | 6              | 1,1%     |
| Всього відповіли | 545            |          |

Розподіл населення за віком у 2011 році:
Динаміка населення: